# Caligus patulus
Caligus patulus är en kräftdjursart som beskrevs av C. B. Wilson 1937. Caligus patulus ingår i släktet Caligus och familjen Caligidae. Inga underarter finns listade i Catalogue of Life.